# San Andrés y Providencia
San Andrés y Providencia és un departament insular de Colòmbia. És un arxipèlag davant les costes de Nicaragua.

## Municipis
1. Providencia y Santa Catalina
2. San Andrés